# Amir Hossein Nemati
Amir Hossein Nemati (persisch امیرحسین نعمتی; * 16. Juni 1996 in Teheran) ist ein iranischer Fußballspieler.

## Karriere
Amir Hossein Nemati erlernte das Fußballspielen in der Jugend von Esteghlal Teheran. Von 2016 bis 2019 spielte er bei den unterklassigen Vereinen FC Arash Rey, Gol Abrisham Teheran, FC Vista Turbine und Sardar Bukan FC. Von Juli 2019 bis Dezember 2020 war Nemati vertrags- und vereinslos. Ende Dezember 2020 unterschrieb er einen Vertrag beim Erstligisten Shahr Khodro FC. Für den Verein aus Maschhad bestritt er 25 Ligaspiele. Hierbei erzielte er einen Treffer. Von September 2022 bis Januar 2023 spielte er beim unterklassigen Vanpars. Ende Januar 2023 wechselte er wieder in die erste Liga, wo er einen Vertrag beim Aluminium Arak FC in Arak unterschrieb. Nach sechs Ligaspielen wurde sein Vertrag im Juli 2023 nicht verlängert. Über die Station Saipa Teheran, wo er von Juli 2023 bis Juli 2024 spielte, unterschrieb er Ende Dezember 2024 einen Vertrag beim thailändischen Erstligisten Nakhon Pathom United FC. Am Ende der Saison 2024/25 belegte er mit Nakhon Pathom den vorletzten Tabellenplatz und musste somit in die zweite Liga absteigen. Nach elf Ligaspielen wurde sein Vertrag im Sommer 2025 nicht verlängert.